# Port lotniczy Abdul Rachman Saleh
Port lotniczy Abdul Rachman Saleh (IATA: MLG, ICAO: WARA) – port lotniczy położony w Malangu, w prowincji Jawa Wschodnia, w Indonezji.